# مطار هاندان
مطار هاندان (بالصينية: 邯鄲 機場) (إياتا: HDG، إيكاو: ZBHD) مطار عام يقع بمدينة هاندان في خبي في الصين. يبلغ طول المدرج 2200 م . تقع على بعد 11 كيلومترًا جنوب غرب مدينة هاندان و43 كيلومترًا شمال مدينة أنيانغ في مقاطعة خنان. فتتح المطار في أغسطس 2007 وهو يخضع الآن لتوسيع ب120 مليون يوان.

## شركات الطيران والوجهات
| شركـات طيـران          | الوجهات                                                                     |
| ---------------------- | --------------------------------------------------------------------------- |
| خطوط شرق الصين الجوية  | مطار كونمينغ جانغشوي الدولي، مطار شانغهاي بودنغ الدولي                      |
| طيران الصين اكسبرس     | مطار تشونغتشينغ جيانغبى الدولي، مطار داليان الدولي، مطار هوهوت بايتا الدولي |
| خطوط جنوب الصين الجوية | مطار قوانغتشو باييون الدولي                                                 |
| China United Airlines  | مطار فوشان شادي، مطار اوردوس إيجين هورو، مطار ونزهو يونجقيانج الدولي        |
| Donghai Airlines       | مطار شينزين باوان الدولي                                                    |
| طيران جي إكس           | مطار هايكو ميلان الدولي                                                     |
| خطوط هاينان الجوية     | مطار قوانغتشو باييون الدولي، مطار سانيا فينيكس الدولية                      |
| طيران لونج             | مطار هانغتشو شياوشان الدولي، مطار شينينغ الدولي                             |
| خطوط سيتشوان الجوية    | مطار تشنغدو شوانغليو الدولي                                                 |
| سبرينغ (شركة طيران)    | مطار شنيانغ الدولي، مطار شيامن قاوتشي الدولي                                |

## وصلات خارجية
- http://www.flightstats.com/go/Airport/airportDetails.do?airportCode=HDG